# Rio de Janeiro Vôlei Clube 2021-2022
Questa voce raccoglie le informazioni riguardanti il Rio de Janeiro Vôlei Clube nella stagione 2021-2022.

## Stagione
Il Rio de Janeiro Vôlei Clube gioca nell'annata 2021-22 col nome sponsorizzato Sesc RJ Flamengo.
Dopo aver chiuso al quinto posto la regular season di Superliga Série A, partecipando quindi ai play-off scudetto, esce di scena nel corso delle semifinali, per mano del Praia Clube.
In Coppa del Brasile viene invece eliminato ai quarti di finale dal Bauru.
A livello statale prende parte al Campionato Carioca, conquistando il diciassettesimo titolo della propria storia, battendo al golden set il Fluminense.

## Organigramma societario
Area direttiva
- Presidente: Paulo Antônio Ubach Monteiro
- Vicepresidente: Dan Chor
- Supervisore: Harry Bollmann Netto

Area tecnica
- Allenatore: Bernardo de Rezende
- Secondo allenatore: Hélio Griner
- Assistente: Ricardo Tabach
- Preparatore atletico: Marco Antonio

Area sanitaria
- Medico: Ney Coutinho Pecegueiro do Amaral
- Fisioterapista: Guilherme Tenius

## Rosa
| N° | Nome               | Ruolo | Data di nascita  | Nazionalità sportiva |
| -- | ------------------ | ----- | ---------------- | -------------------- |
| 1  | Milka Silva        | C     | 18 luglio 1994   | Brasile              |
| 2  | Natália de Araújo  | L     | 10 aprile 1997   | Brasile              |
| 3  | Juma da Silva      | P     | 17 gennaio 1993  | Brasile              |
| 4  | Maira Cipriano     | S     | 7 marzo 1995     | Brasile              |
| 6  | Juciely Barreto    | C     | 18 dicembre 1980 | Brasile              |
| 7  | Milena Miranda     | S     | 13 giugno 2000   | Brasile              |
| 8  | Ariele Ferreira    | S     | 18 novembre 1995 | Brasile              |
| 9  | Sabrina Machado    | O     | 9 aprile 1996    | Brasile              |
| 11 | Valquíria Dullius  | C     | 19 agosto 1994   | Brasile              |
| 12 | Gabriella de Souza | S     | 14 dicembre 1993 | Brasile              |
| 13 | Nandyala Santos    | C     | 1º ottobre 1993  | Brasile              |
| 15 | Monique Pavão      | O     | 31 ottobre 1986  | Brasile              |
| 16 | Yonkaira Peña      | S     | 10 maggio 1993   | Rep. Dominicana      |
| 19 | Marcelle da Silva  | L     | 2 febbraio 2002  | Brasile              |
| 20 | Giovana Gasparini  | P     | 5 luglio 1994    | Brasile              |

## Statistiche

### Statistiche di squadra
| Competizione      | Punti | In casa | In casa | In casa | In trasferta | In trasferta | In trasferta | Totale | Totale | Totale |
| Competizione      | Punti | G       | V       | P       | G            | V            | P            | G      | V      | P      |
| ----------------- | ----- | ------- | ------- | ------- | ------------ | ------------ | ------------ | ------ | ------ | ------ |
| Superliga Série A | 45    | 13      | 10      | 3       | 15           | 8            | 7            | 28     | 18     | 10     |
| Coppa del Brasile | -     | 0       | 0       | 0       | 1            | 0            | 1            | 1      | 0      | 1      |
| Totale            | -     | 13      | 10      | 3       | 16           | 8            | 8            | 29     | 18     | 11     |

### Statistiche dei giocatori
| Giocatrice   | Superliga Série A | Superliga Série A | Superliga Série A | Superliga Série A | Superliga Série A |
| Giocatrice   | P                 | PT                | AV                | MV                | BV                |
| ------------ | ----------------- | ----------------- | ----------------- | ----------------- | ----------------- |
| J. Barreto   | 27                | 276               | 200               | 64                | 12                |
| M. Cipriano  | 28                | 269               | 228               | 28                | 13                |
| J. da Silva  | 26                | 31                | 15                | 9                 | 7                 |
| M. da Silva  | 21                | 4                 | 0                 | 0                 | 4                 |
| N. de Araújo | 28                | 0                 | 0                 | 0                 | 0                 |
| G. de Souza  | 23                | 45                | 35                | 4                 | 6                 |
| V. Dullius   | 14                | 91                | 50                | 36                | 5                 |
| A. Ferreira  | 13                | 23                | 18                | 4                 | 1                 |
| G. Gasparini | 27                | 36                | 10                | 4                 | 18                |
| S. Machado   | 22                | 149               | 130               | 12                | 7                 |
| M. Miranda   | 6                 | 35                | 31                | 3                 | 1                 |
| M. Pavão     | 16                | 168               | 148               | 17                | 3                 |
| Y. Peña      | 28                | 415               | 375               | 22                | 18                |
| N. Santos    | 2                 | 2                 | 0                 | 2                 | 0                 |
| M. Silva     | 24                | 245               | 169               | 50                | 26                |

P = presenze; PT = punti totali; AV = attacchi vincenti; MV = muri vincenti; BV = battute vincenti

NB: Non sono disponibili i dati relativi alla Coppa del Brasile e, di conseguenza, quelli totali.